# ديدييه أوبيرتي
ديدييه أوبيرتي (بالإسبانية: Didier Opertti). (من مواليد 23 أبريل 1937) هو شخصية سياسية ومحامي وأستاذ جامعي أورغواياني.

## الحياة المهنية

### وزير الداخلية
شغل أوبيرتي منصب وزير الداخلية الأوروغواي من 1995 إلى 1998 في حكومة خوليو ماريا سانغوينيتي.

### وزير الخارجية
عمل أوبريتي فيما بعد ك [وزير خارجية] في عهد الرئيسين سانغينتي ولاحقا [جورج باتلي] من 1998 حتى 1 مارس 2005.

## مناصب أخرى
شغل منصب رئيس الجمعية العامة للأمم المتحدة من 1998 إلى 1999.
اعتبارا من عام 2006 كان بمثابة الأمين العام.

## روابط خارجية
- (بالإسبانية) السيرة الذاتية